# Krzywińskie (Prostki)
Krzywińskie (deutsch Krzywinsken, 1938 bis 1945 Heldenhöh) ist ein Dorf in der polnischen Woiwodschaft Ermland-Masuren, das zur Gmina Prostki (Landgemeinde Prostken) im Powiat Ełcki (Kreis Lyck) gehört.

## Geographische Lage
Krzywińskie liegt im südlichen Osten der Woiwodschaft Ermland-Masuren, 31 Kilometer nordöstlich der einstigen Kreisstadt Johannisburg (polnisch Pisz) und 14 Kilometer südwestlich der jetzigen Kreismetropole Ełk (deutsch Lyck).

## Geschichte
Das vor 1579 Krzuwentzke, nach 1785 Krzywiensken, nach 1871 Krziwinsken und bis 1938 Krzywinsken genannte kleine Dorf wurde im Jahre 1874 in den neu errichteten Amtsbezirk Monethen (polnisch Monety) eingegliedert, der bis 1945 bestand und zum Kreis Johannisburg im Regierungsbezirk Gumbinnen (ab 1905: Regierungsbezirk Allenstein) in der preußischen Provinz Ostpreußen gehörte.
167 Einwohner waren im Jahr 1910 in Krzywinsken gemeldet. Ihre Zahl sank bis 1933 auf 156.
Aufgrund der Bestimmungen des Versailler Vertrags stimmte die Bevölkerung im Abstimmungsgebiet Allenstein, zu dem Krzywinsken gehörte, am 11. Juli 1920 über die weitere staatliche Zugehörigkeit zu Ostpreußen (und damit zu Deutschland) oder den Anschluss an Polen ab. In Krzywinsken stimmten 120 Einwohner für den Verbleib bei Ostpreußen, auf Polen entfiel keine Stimme.
Am 3. Juni 1938 wurde Krzywinsken aus politisch-ideologischen Gründen der Abwehr fremdländisch klingender Ortsnamen in „Heldenhöh“ umbenannt. Die Einwohnerzahl stieg bis 1939 auf 181.
In Kriegsfolge kam das Dorf 1945 mit dem gesamten südlichen Ostpreußen zu Polen und erhielt die polnische Namensform „Krzywińskie“. Heute ist es Sitz eines Schulzenamtes (polnisch Sołectwo) und als solches eine Ortschaft im Verbund der Gmina Prostki (Prostken) im Powiat Ełcki (Kreis Lyck), bis 1998 der Woiwodschaft Suwałki, seitdem der Woiwodschaft Ermland-Masuren zugeordnet.

## Religionen
Vor 1945 war Krzywinsken in die evangelische Kirche Groß Rosinsko (1938 bis 1945 Großrosen, polnisch Rożyńsk Wielki) in der Kirchenprovinz Ostpreußen der Kirche der Altpreußischen Union und in die römisch-katholische Kirche in Johannisburg (polnisch Pisz) im Bistum Ermland eingepfarrt.
Heute gehört Krzywińskie katholischerseits zur Pfarrei Rożyński Wielki im Bistum Ełk der Römisch-katholischen Kirche in Polen. Die evangelischen Einwohner halten sich zur Kirchengemeinde in Ełk (Lyck) bzw. in Biała Piska (Bialla, 1938 bis 1945 Gehlenburg), beides Filialgemeinden  der Pfarrei in Pisz (Johannisburg) in der Diözese Masuren der Evangelisch-Augsburgischen in Polen.

## Verkehr
Krzywińskie liegt an einer Nebenstraße, die Rakowo Małe (Köllmisch Rakowen, 1938 bis 1945 Köllmisch Rakau) mit Nowaki (Nowaken, 1938 bis 1945 Brüderfelde) und Taczki (Tatzken) verbindet. 